# Antonio Cristián Glauder García
Antonio Cristián Glauder García (Algesires, 18 d'octubre de 1995) és un futbolista espanyol que juga com a defensa al Johor Darul Ta'zim.

## Carrera esportiva
Antonio Cristián es va formar en les categories inferiors del Cadis CF, va passar a estar un any en el cadet del FC Barcelona i després va enrolar-se en les files del Vila-real CF, on va militar durant quatre temporades, fins a recalar el 2015 al RCD Espanyol B de Segona B, disputant-hi 48 partits en dues temporades. L'estiu de 2017, després del descens del filial perico, va signar pel Deportivo Alavés per tres temporades, sent cedit immediatament al NK Rudeš, equip vincluat a Croàcia del club basc. Després d'un any en la màxima divisió croata, va tornar a Espanya per ser cedit una temporada al CF Fuenlabrada de la Segona B.
La temporada 2019-20 va rescindir el contracte que tenia amb l'Alabès i signaria com a jugador lliure, aquesta vegada per un any més altre opcional amb el CF Fuenlabrada, que va ascendir a la Segona Divisió. Va seguir jugant en el club en la categoria de plata fins que va finalitzar contracte al juny de 2021 i va marxar a la SD Eibar.
El 31 d'agost de l'any següent, després de participar amb moderació, va cancel·lar el seu contracte, i va signar un contracte d'un any amb el també club de segona divisió Albacete Balompié l'endemà.